# 노동당 (대만)
노동당(중국어 정체자: 勞動黨)은 중화민국의 사회주의 정당이다. 이 정당은 창당 이래 타이완 노동운동의 주류파이며, 범람연맹과 연대하고 있다.

## 개요
1947년 대만에서 2·28 사건이 일어나면서 대만 공산당은 불법 정당으로 간주되어 강제 해산되었다. 이후 노동운동 단체는 탄압당하여 소멸해갔다. 중국국민당 외 다른 정당이 정상적인 정당 기능을 못 하던 시기인 이른바, 전시민주체제 시기 당시에도 파업 지원을 위한 사회주의 활동가들이 탄압당하면서 대만의 노동운동은 쇠퇴기를 맞아야 했다.
그러나, 1975년에 장제스가 사망하고 민주화가 진행되자, 대만 노동자들의 계급의식이 급격히 상승하게 되었고 뒤이어 대만의 섬유 기업인 원동화섬(遠東化纖)에서 노동자들이 파업을 준비하기에 이르게 된다. 1987년 8월 당시 노사협약상 갈등을 기점으로 시작된 이 파업은 걷잡을 수 없을 정도로 그 규모가 커졌는데, 당시 원동화섬의 노동조합 지도부가 주축이 되어 1989년 3월 29일에 창당된 정당이 노동당이다.
1991년 5월 1일에는 노동자의 단체행동권은 물론이고, 사회주의 정당 창당이 헌법적으로 보장되면서, 다양한 노동조합이 생겨났고, 이 흐름 속에서 노동당은 대만 내 일부 노동조합의 지지를 바탕으로 성장하였다.

### 9대 요구안
중국노동자당은 공식적으로 반제국주의, 사회주의 정책, 중국의 재통일을 추구하는 정당이라고 당장(黨章)에 밝히고 있는 상태이다.
1. 노동당은 미국의 다국적 컨소시엄 및 군국주의 세력이 이끄는 제국주의에 반대하고, 그들이 주도하는 제재 행위, 쿠데타 지원, 침략전쟁에 반대한다. 미국은 대만 토지의 대부분을 점거했으나 정당한 임대료를 지불하지 않고 있으며, 이곳에 군사기지를 세우고 무기를 강매하고 있다. 또한 이들이 주도하는 WTO(세계무역기구), IMF(국제통화기금), WB(세계은행)의 다양한 요구안 및 미국이 추진하는 다양한 경제 및 무역 협정에 반대한다. 이 기관이 주도하는 다양한 컨소시엄은 미국 및 다양한 제국주의 세력의 경제적 영향력을 확대하고 경제적으로 낮은 위치에 처한 국가의 자원을 강탈하고 인민을 착취하는 데에 기여할 뿐이다.
2. 노동당은 10년 동안 이어진 중화인민공화국과 대만 정부 사이의 해협 분쟁 중지를 요구한다. 이 두 대립 속에서 어떠한 정치적 대가를 얻었는지 깊게 살펴야 하며, 인민의 입장에서 양측의 해협 분쟁을 포괄적 화해의 바탕의 측면에서 끝내야 한다. 중화인민공화국과 대만 정부 사이의 문제 해결은 외세의 개입이 없이 자체적으로 해결해야 하며 양측 사이의 평화통일을 위한, 서로 다른 두 체제가 공존할 수 있는 새로운 공존 체제를 고안해야 한다. 동시에, 미국과 일본에 반대하며 당은 반공주의에 기초한 적대감과 전쟁 준비 분위기를 이용하여 반인권적인 조치를 합리화하려는 모든 시도와 이 시도를 일삼는 모든 정당에 반대한다. 또한 미국발 레이더 기지, 미사일 및 무장 기지 확충에 반대한다.
3. 노동당은 미국이 비싸고 쓸모없는 무기를 압력을 통해 강매하는 것에 반대한다.
4. 노동당은 대만의 교육, 의료, 공중 보건에 대한 심각한 민영화 추세에 반대하며, 정부는 사회 복지에 대한 전체 인민의 권리를 기본적 인권으로 취급해야 한다. 노동당은 공기업 민영화에 반대하며, 인민의 생계는 공공 소유권 원칙에 기반할 것을 요구한다.
5. 노동당은 부유층과 기업체에 대한 조세를 강화하기 위한 세제 체계 검토를 요구한다.
6. 노동당은 군비와 외교 예산을 크게 줄일 것을 요구한다.
7. 노동당은 실질적인 고용 촉진 및 국내 수요 확대를 요구하며, 교육, 공중 보건, 육아, 환경 보호, 재난 구호 및 문화 사업은 하나로 통합되어 운영되어야 함을 요구한다.
8. 노동당은 노동운동만이 아닌 다른 진보적 운동을 지원하고 참여한다.
9. 노동당은 노동복지, 교육, 조직 및 노동권에 대한 투쟁과 노동 정책 개선 요구에 우선적 방침을 둔다.

## 이념
중국노동자당 당헌에 따르면 노동자당은 산업노동자, 농민, 중소상인에 기초한 계급노선을 바탕으로 한 정당이며, 미국 및 일본과 같은 제국주의와 부르주아 민주주의 제도에 반대하는 전형적인 공산주의 정당이다.
국제 협력 기구로는 반수정주의 기구인 국제공산주의세미나(2014년에 공산당-노동자당 국제 회의로 통합)에 가입한 바 있는데, 현재는 가입된 국제 협력 기구가 없는 상태이며, 아시아 내 반제국주의 통일전선 연락책인 아시아공동행동에 소속된 정당이기도 하다.
외교 정책에서 중국노동자당은 반제국주의에 기초한 반미·반일 노선에 기초하고 있으며, 국내 투쟁 노선에서 노동자, 농민, 중소상인, 민족 자본가의 연립을 지지하는 통일 전선 노선을 고수하고 있다. 이러한 노선에 따라 중국노동자당은 중화인민공화국과의 활발한 교류를 지지하고 있으며, 궁극적으로는 홍콩과 마카오에 적용된 일국양제의 즉각적인 도입을 주장하고 있다.
한편, 중국노동자당은 대만 독립에 반대하고 있으며, 대만은 엄연히 중국의 영토라는 점을 강조한다.
현실 정치에서 중국노동자당은 노동자, 농민, 학생·청년, 빈민 복지 예산의 증액을 요구하고 있으며, 부분적으로는 환경 운동에도 기여하고 있다.
당세가 약한 중국노동자당은 국내 정치 차원에서 민주진보당과 연대할 때가 많았다. 그러나, 민주진보당은 대만의 실질적인 독립을 지지하며 중화인민공화국에 반대하는 외교 노선을 갖추고 있기에 충돌은 불가피했다. 이 양상은 민주진보당이 2000년대에 신자유주의 정책을 도입함에 따라 더욱 격화되었다.
재통일을 주장하는 동시에 대만 독립에 반대한다는 점에서 중국 국민당과 유사한 점이 있으나, 경제적, 정치적 교류에 치중하면서, 공산주의에 대한 적대감을 드러내는 중국 국민당과는 달리, 노동당은 중국식 일국양제의 즉각적인 도입을 주장하고 있다.

## 같이 보기
- 대만 공산당
- 노동운동
- 노동당